# Олеся (опера)
«Оле́ся», або «Ді́вчина з Полі́сся» — опера на 4 дії білоруського композитора Євгена Тикоцького, вперше поставлена у грудні 1944 року у Державному театрі опери та балету Білорусі режисером-постановником Борисом Покровським.

## Історія створення
Є. К. Тикоцький почав писати оперу у 1942 році у Москві, де він брав участь в організації концерта майстрів мистецтва Білорусі. Вже в другій половині 1943 року вона була начорно закінчена. Звичайно, і лібрето, і музична драматургія потребували доопрацювання. Воно велося навіть після того, як була здійснена перша постановка. Більше 10 років автори і театр продовжували покращувати спектакль. Опера пережила 5 редакцій.

## Постановка
Композитор неодноразово повертався до свого твору, добиваючись більшої узагальненості та цілості. Він переробив драматургію, ввів нові персонажі і виключив деякі старі. Опера була поставлена у різних редакціях 4 рази і ще в одній постановці був використаний її музичний матеріал.
- 1-а редакція (Олеся) — прем'єра 24 нрудня 1944 року. 4 дії, 5 картин, лібрето П. Бровки. Диригент М. Е. Шнайдерман, режисер Б. Покровський, художник С. Ніколаєв.
- 2-а редакція (Олеся) — прем'єра 8 листопада 1947. Диригент А. Брон, постановник Б. Мордвінов, балеиайстар С. Дречин, художник С. Ніколаєв.
- 3-а редакція (Олеся) — прем'єра 24 квітня 1949. Диригент В. Пірадов, постановник Б. Мордвінов, балетмайстер С. Дречин, художник С. Ніколаєв.
- 4-а редакція (Дівчина з Полісся) — прем'єра 7 лютого 1952. 4 дії, 5 картин, частково га музичному матеріалі опери «Олеся». Лібрето П. Бровки, Є. Романовича. Диригент Л. Любимов, режисери Лариса Александровська, М. Домбровський і А. Марельов, художники С. Нвколаєв, М. Блищ, І. І. Пешкур та В. Кульванівський.
- 5-а редакція (Олеся) — прем'єра 14 квітня 1967. 2 частини, 8 картин. Лібрето П. Бровки, Є. Романовича. Диригент Г. Дугашов, режисер-постанвник Д. Смолич, хормайстер А. Кагадєєв, художник Є. Чамодуров.

Всі постановки відбувалися на сцені Білоруського театру опери і балету.

## Сюжет
В основі сюжету лежать відносини двох закоханих Сергія та Олесі на фоні партизанської боротьби під час Великої Вітчизняної війни.

## Актори
- Сергій — З. І. Бабій (перший виконавець), М. Ф. Галковський
- Олеся — Л. П. Олександровська (перша виконавиця), Р. В. Осипенко, Л. І. Галушкіна, С. Ю. Друкер, С. П. Данилюк, К. К. Кудряшова
- Опанас — І. Д. Сорокін, М. Денисов, А. Д. Арсенко, М. Д. Ворвулєв, А. М. Совчанко, А. М. Генералов

Д* анило — В. М. Чорнобаєв, Л. Ф. Бражнік
- Марфочка — Т. М. Ніжнікова, В. М. Малькова, Д. З. Кроз, І. С. Шикунова, Т. І. Шимко, Л. І. Златова
- Агата — В. Ф. Вовченецька
- Сьомка — І. М. Болотін
- Фон Шолен — А. М. Савченко, М. М. Сердобов

## Нагороди і відгуки
Музика вистави в 1968 році була удостоєна Державної премії БРСР.
Як відзначала музикознавець Аріядна Ладигіна, племінниця Л. П. Олександровської, "Музична характеристика головної героїні опери досить різнопланова та динамічна, дозволяє виконавиці розкрити багату гаму переживань. Героїчний початок, який, безумовно, домінує, не перешкоджає у той же час проникненій, м'якій ліриці. Глибоко хвилюють, прямо-таки хапають за душу трагічні інтонації арії «Горе край наш огорнуло» чи пісня Олесі «Чого зорі такі ясні».

## Цікаві факти
Більшість артистів хору під час першої постановки опери були вдягненими у власні костюми, у яких брали участь у партизанському русі.
Соломон Михайлович Міхоелс помер у Мінську, куди він приїхав спеціально на прем'єру спектакля «Костянтин Заслонов», номінованого на Держпремію і опери «Олеся».